# Szent Mihály arkangyal-fatemplom (Marosvásárhely)
A marosvásárhelyi Szent Mihály arkangyal-fatemplom a város román ortodox közösségének legrégebbi fennmaradt temploma. Az Andrei Șaguna, korábbi nevein Romántemplom majd Thököly Imre utcában áll, az egykor görögkatolikus (ma szintén ortodox) Bob-templom szomszédságában.

## Története
A város román közössége túlnyomóan a Vártól északra elterülő úgynevezett Németvárosban lakott, ahova kezdetben németek települtek, később azonban a németek száma lehanyatlott, és mások költöztek helyükbe. 1762-ben 95 román család élt a városban (56 görögkatolikus és 39 görögkeleti). A Balogh József közbenjárása által kapott telken 1750-ben fatemplomot építettek Grecu Andrei görög kereskedő költségén, Mária Terézia engedélyével. Első esperesük Gheorghe Maior, Petru Maior apja volt. Ez a régi templom (és a telek) Benkő Károly szerint eredetileg a román ortodoxoké volt, Keresztes Gyula szerint viszont a két közösség egyszerre használta. A görögkatolikusok idővel számbeli fölénybe kerültek és kiszorították az ortodoxokat, akik több évtizedig a környező falvakba, jellemzően Egerszegre (ma Marosszentkirály része) jártak misére.
1793-ban az ortodoxok templomépítési engedélyt kaptak, a fatemplomot pedig Hagi Stoian Constandin kereskedő és felesége, Siriana támogatásával, az Ilyés Máriától (Lukáts Mihály fazakas özvegye) 550 forintért vásárolt telken kezdték építeni ez év áprilisában. Az építkezést nem sokkal később leállította a városi elöljáróság a görögkatolikus pap panaszai miatt, és csak szeptember végén folytatták, az épület pedig 1794-ben készült el. Belterét, szentélyét, ikonosztázát csak 1814-ben festették ki, és ebből az évből származik a cirill alapítási felirat (pisanie) is, amely megemlíti Hagi Stoian Constandin és Siriana fő támogatókat (ktetorokat), Gérög Laszlo, Stolna Ienachie, Sabo Radu, Moldovean Ianuș, Bucură Demeter, Sabo Demeter, Cadar Demeter további támogatókat, Vasile Pantea parókust, Popa Nicolae és Bon Vasilie festőket.
1866 nyarán itt szállt meg a Balázsfalva felé tartó Mihai Eminescu, aki a városban nem kapott szállást, és Partenie Trombițaș esperes megengedte, hogy a templom tornyában aludjon. Az eseményt megemlítette Geniu pustiu művében is.
1957-ben a rossz állapotban levő templomot kijavították. 1970-ben Trestioreanu Traian felügyeletével a festményeket restaurálták. A falak védelme érdekében 1986–1989-ben az egész épületet közel egy méterrel megemelték, alája egy betonalapot öntve.

## Leírása
Alaprajza jellemző a román fatemplomokéra: a pronaosz és naosz együttese 7,40 × 12,50 méter, ennek végén található az ikonosztáz, amely elválasztja az ötszögletű, egyenlőtlen oldalú szentélytől. Nyugati oldalán egy 3,64 méter hosszú, léckerítéses tornác van, ahonnan lépcső vezet fel a barokkos sisakú harangtoronyba. A falak faragott gerendákból állnak, amelyeket „fecskefarkú” rendszerben illesztettek egymáshoz; a torony szintén gerendákból készült. Belül a gerendákat festett deszkák fedik, a boltozat félhengerének vázszerkezetét a tető szarufái tartják. A kovácsoltvas kerítés és kapu a mára már elpusztult meggyesfalvi Lázár–Bissingen kastélyból származik; az egyház megvásárolta, így megmentette a pusztulástól.
Temetője közös a közeli Bob-temploméval; korábban a két templom külön temetőket használt, azonban 1948-ban egyesítették a telkeket. Itt van eltemetve Hagi Stoian Constandin és felesége, és Emil Dandea.

## Képek

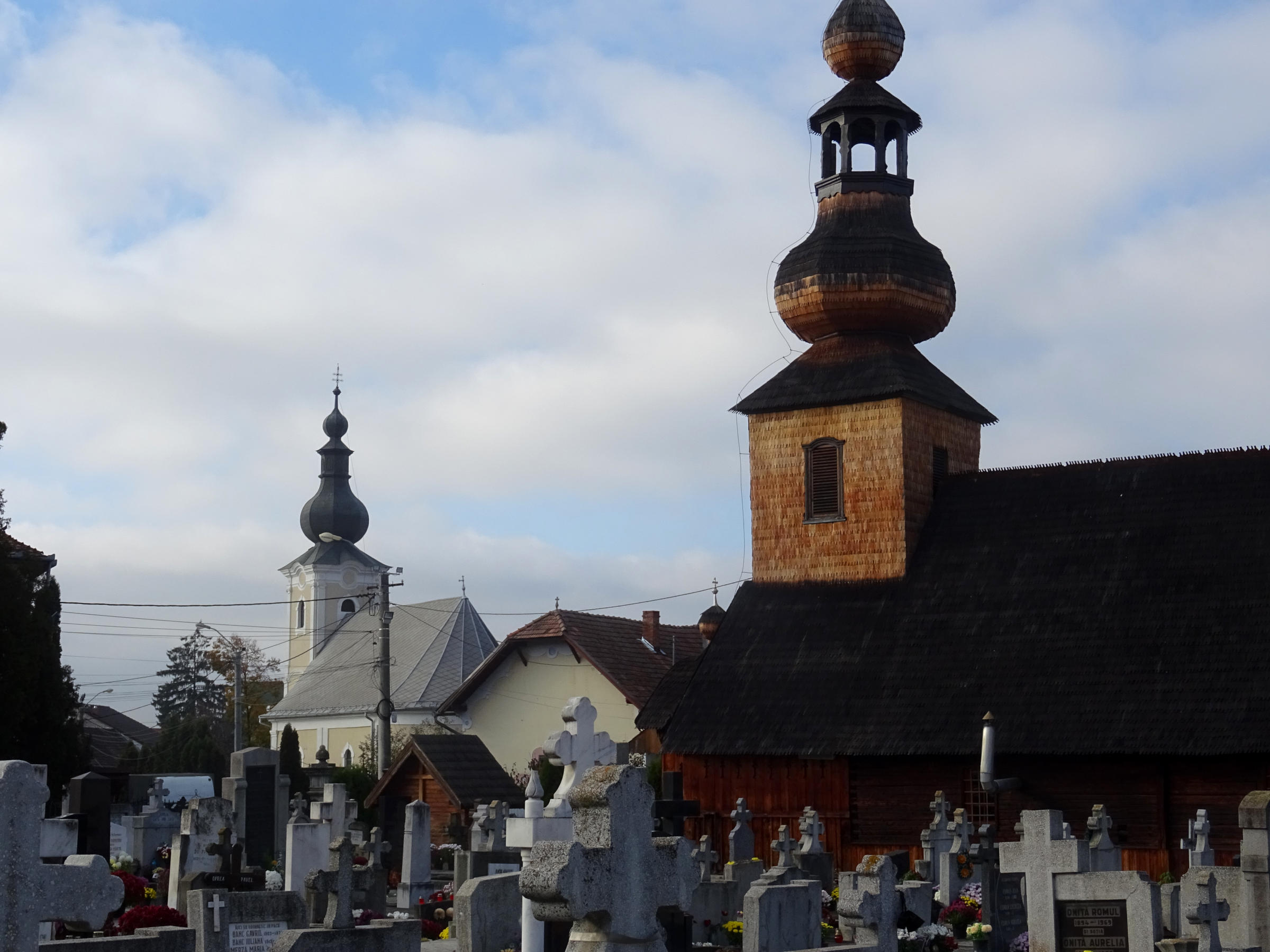
A Bob-templom (balra, a távolban) és a fatemplom
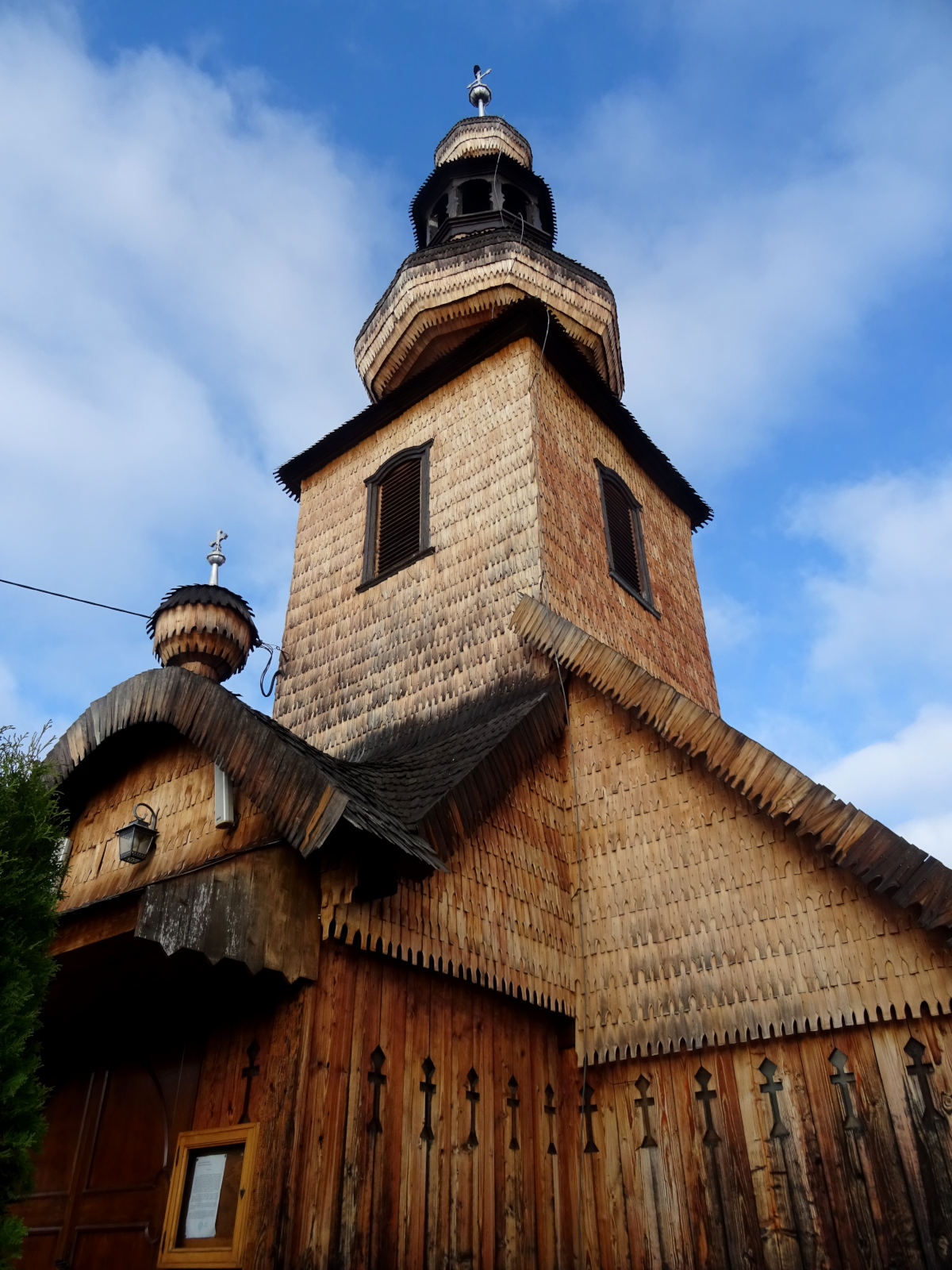
Tornya
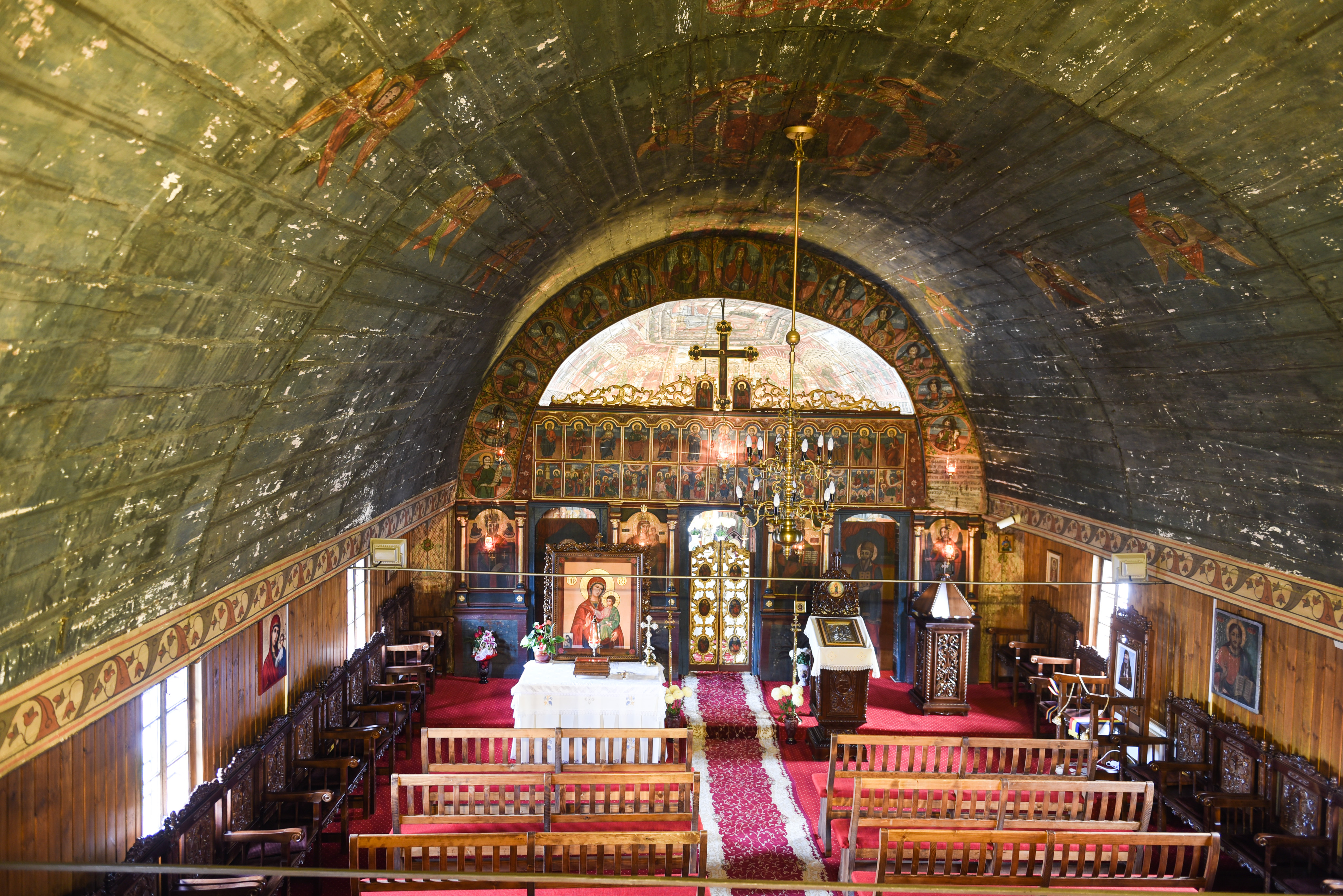
Beltere
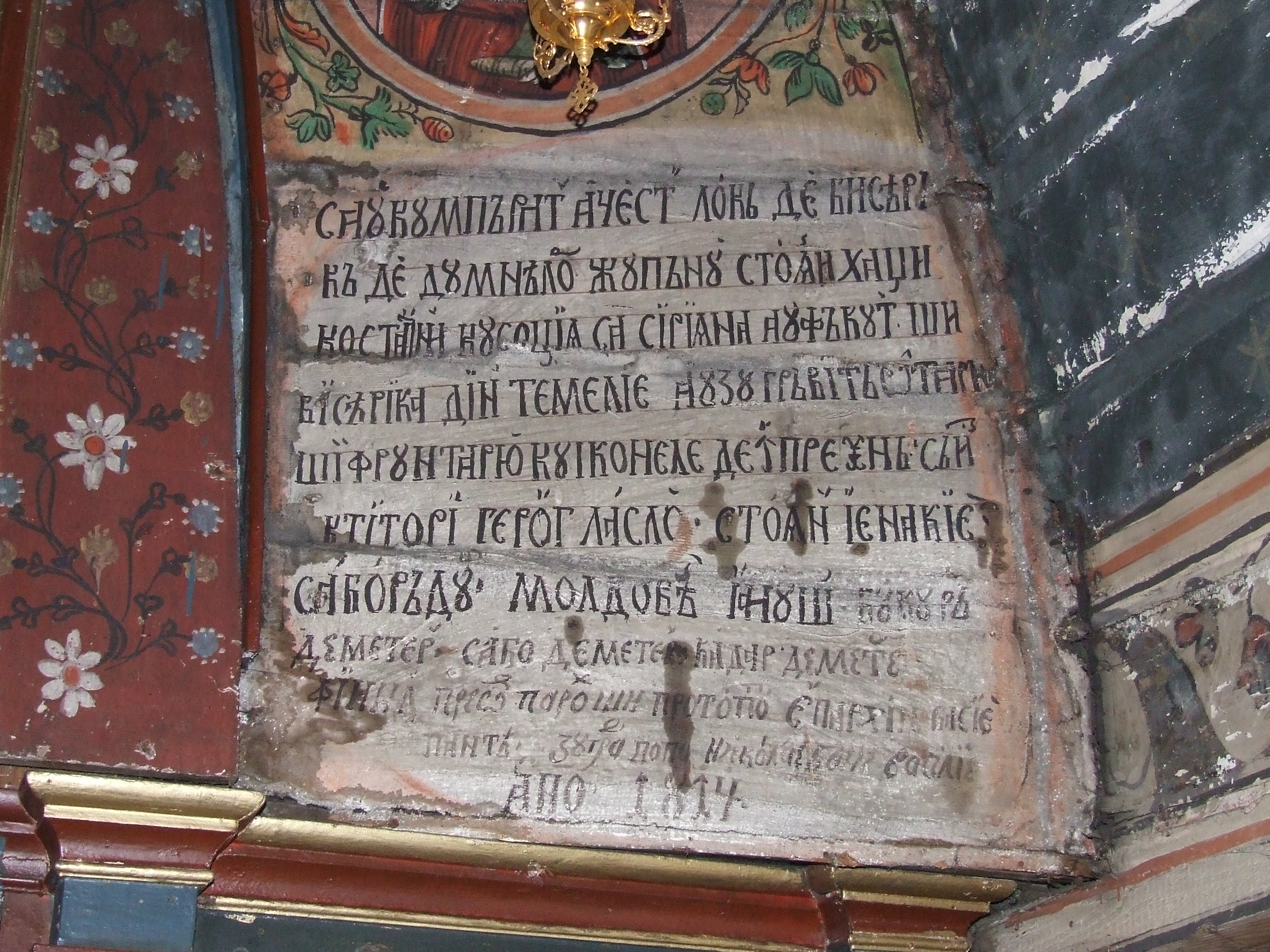
Az alapítási felirat